# Playa de Madagh
La Playa de Madagh (en árabe: شاطئ مداغ; en francés: Plage de Madagh; también escrito Madegh o Maderh) es un conjunto de dos playas, donde la segunda llamada Madagh II aún se mantiene preservada, a pocos kilómetros al oeste del balneario Les Andalouses, en Orán, en el país africano de Argelia. Ella es conocida por su entorno idílico rodeado de un bosque salvaje. Un pequeño arroyo separa las dos playas. También sirve como separación administrativa entre Orán y la wilaya de Aïn Témouchent, a lo larfo, se pueden ver las islas Habibas. Está localizada específicamente en las coordenadas geográficas 35°37′53″N 01°04′01″O / 35.63139, -1.06694.